# Texas Instruments TI-58

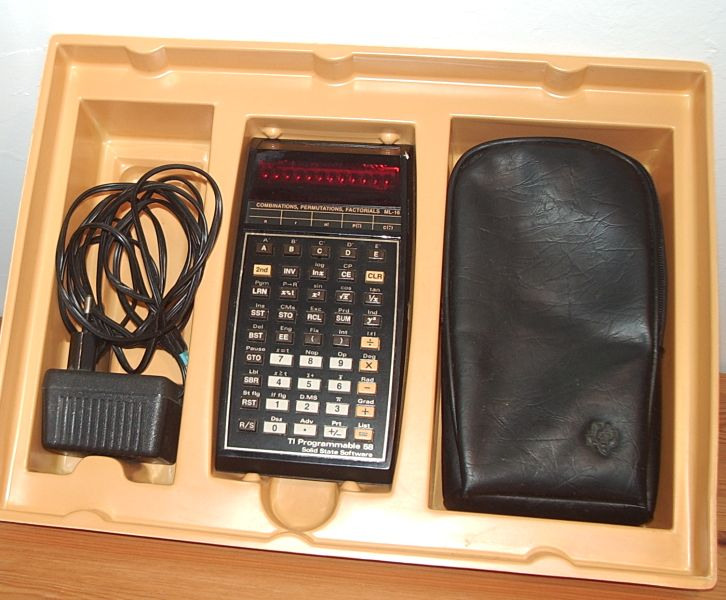
TI-58 dans sa boite d'origine

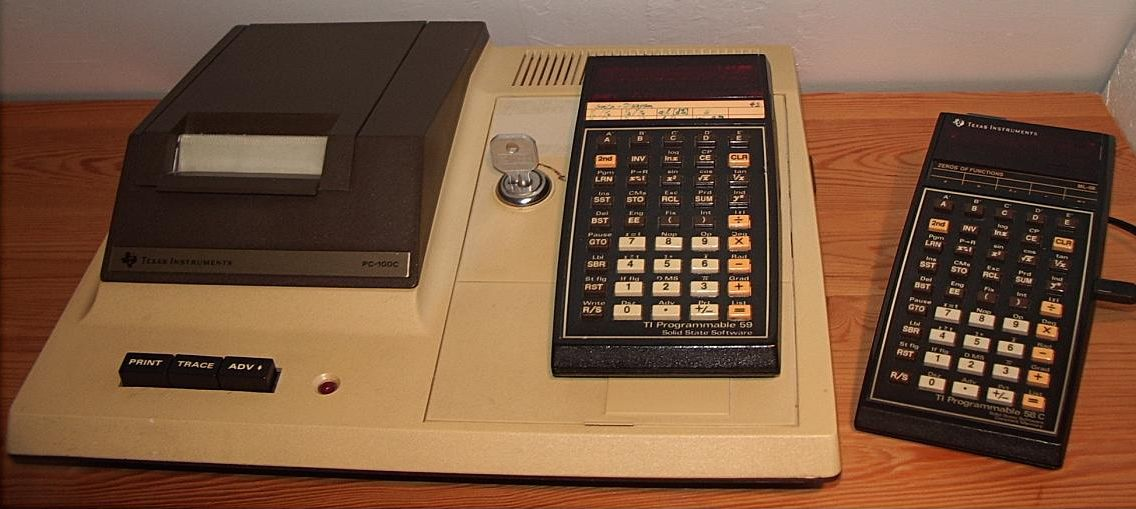
TI-59 sur une imprimante thermique PC-100C, compatible également avec la TI-58

La TI-58 est un modèle de calculatrice programmable de Texas Instruments commercialisée en 1977. Elle diffère de la TI-59 par sa mémoire réduite (au maximum 480 pas de programme au lieu de 960) et l'absence de lecteur de carte magnétique. La TI-58C, introduite dès 1979, intègre une mémoire permanente.
- Dotée d'un langage spécifique (LMS : Langage Machine Spécialisé),

- 480 pas de programme ou 60 mémoires (1 pas = 1 octet, 1 mémoire = 8 octets),

- mémoire RAM = 480 octets, moins d'un demi-kilooctet (presque 4 kilobits),

- un module ROM, appelé « Bibliothèque de base », de 5 000 pas est fourni en standard.

- afficheur diodes rouges 10 chiffres à 7 segments

## Exemples de programme
Programme 1
Voici un programme calculant la partition mémoire.
La mémoire de la calculatrice est composée de groupes de 10 registres dans lesquels chaque registre peut contenir soit une donnée soit 8 pas de programme.
Pour vérifier la partition courante, appuyer sur « 2nd Op 16 ».
Pour changer la partition, introduire le nombre N de groupes de 10 registres mémoire dont vous avez besoin, puis appuyer sur « 2nd Op 17 ».
- Code des touches   Touches
- 00 = > 0
- 09 = > 9
- 10 = > 2nd E'
- 11  = > A
- 12  = > B
- 13 = > C
- 14 = > D
- 15 = > E
- 16 = > 2nd A'
- 17 = > 2nd B'
- 18 = > 2nd C'
- 19 = > 2nd D'
- 20 = > 2nd CLR
- 22 = > INV
- 23 = > Inx
- 24 = > CE
- 25 = > CLR
- 27 = > 2nd INV
- 28 = > 2nd log
- 29 = > 2nd CP
- 30 = > 2nd Tan
- 32 = >  X <> t
- 33 = > x²
- 34 = > √x
- 35 = > 1/x
- 36 = > 2nd Pgn
- 37 = > 2nd P→R
- 38= > 2nd sin
- 39 = > 2nd cos
- 40 = > 2nd ind
- 42 = > STO
- 43 = > RCL
- 44 = > SUM
- 45 = > Y puissance x
- 47 = > 2nd CMs
- 48 = > 2nd Exc
- 49 = > 2nd Prd
- 50 = > 2nd |x|
- 52 = > EE
- 53 = > (
- 54 = > )
- 55 = > ÷
- 57 = > 2nd Eng
- 58 = > 2nd Fix
- 59 = > 2nd Int
- 60 = > 2nd Deg
- 61 = > GTO
- 62 = > 2nd Pgn 2nd Ind
- 63 = > 2nd Exc 2nd Ind
- 64 = > 2nd Prd 2nd Ind
- 65 = > ×
- 66 = > 2nd Pause
- 67 = > 2nd x=t
- 68 = > 2nd Nop
- 69 = > 2nd Op
- 70 = > 2nd Rad
- 71 = > SBR
- 72 = > STO 2nd Ind
- 73 = > RCL 2nd Ind
- 74= > SUM 2nd Ind
- 75 = > -
- 76 = > 2nd Lbl
- 77 = > 2nd x≥t
- 78 = > 2nd ∑+
- 79 = > 2nd × (avec un trait au-dessus)
- 80 = > 2nd Grad
- 81 = > RST
- 83 = > GTO 2nd Ind
- 84 = > 2nd Op 2nd Ind
- 85 = > +
- 86 = > 2nd St flg
- 87 = > 2nd If flg
- 88 = > 2nd D.MS
- 89 = > 2nd ∏
- 90 = > 2nd List
- 91 = > R/S
- 92 = > INV SBR
- 93 = > .
- 94 = > ±
- 95 = > =
- 96 = > 2nd Write
- 97 = > 2nd Dsz
- 98 = > 2nd Adv
- 99 = > 2nd Pit

Aide mémoire Texas Instruments TI programmables 58